# Дионисий Медиоланский
Дионисий Медиоланский — епископ Милана с 349 по 355 год. Причислен к лику святых в католической и православной церквях. День памяти — 25 мая.
О жизни Дионисия до избрания епископом практически ничего не известно. Вероятно, по происхождению он был греком. Известно, что до своего избрания он был другом императора Констанция II (337—361). Епископство Дионисия пришлось на период арианских споров между сторонниками и противниками принятия решений Первого Никейского собора 325 года. В этих спорах император поддерживал отрицающих собор полуариан, тогда как Дионисий принадлежал к православной партии.
В 355 году по просьбе папы Либерия в миланской базилике Святой Фёклы состоялся собор. Руководство собором Констанций поручил ученикам Ария Урсакию и Валенту. При открытии Собора Дионисий предложил подписать всем присутствующим заранее заготовленный текст Никейского Символа веры, Валент возмутился, начался скандал, который остановила императорская стража. Заседания Собора перенесли в императорский дворец.
На последующих заседаниях Собора тайно за занавесом присутствовал император. Когда Афанасия Александрийского, лидера защитников никейского вероопределения, подвергли надуманными политическим обвинениям и западная партия его защитников возмутилась этими действиями председателя Собора, то император вышел и, угрожая епископам мечом, выкрикнул: «Моя воля — вот для вас канон». Дальнейшие заседания собора стали актом политической воли: Афанасия осудили, ариане одержали победу. Афанасий Александрийский, а также его сторонники Евсевий Верцеллийский, Люцифер Калаританский и Дионисий Миланский были отправлены в ссылку. К папе был направлен посланник с требованием подписать деяние Собора, но папа потребовал проведения законного суда над Афанасием, на что император пригрозил ему ссылкой и дал три дня на размышление. Папа отказался и был сослан во Фракию, в город Веррию.
После изгнания Дионисия в Кесарию Каппадокийскую на его место был избран арианин Авксентий. Считается что Дионисий умер примерно между 360 и 362 годом. Согласно, возможно недостоверной, исторической традиции, мощи Дионисия были перенесены в Милан епископом Амвросием в 375 или 376 году. Достоверно известно об останках Дионисия в Милане с 744 года. Построенный в честь Дионисия храм около Венецианских ворот был разрушен в 1549 году. Затем он был отстроен заново неподалёку и окончательно снесён в 1783 году чтобы освободить место для новых парков. Останки Дионисия были перенесены в Миланский собор в 1532 году.
В честь святого Дионисия названы три прихода в Ломбардии: в Милане, в Премана и в Альбавилла (Carcano di Albavilla).